# کوسروپه
کوسروپه (به لاتین: Kosruppe) یک منطقهٔ مسکونی در سری‌لانکا است که در استان مرکزی (سری‌لانکا) واقع شده‌است.